# Ich geh und suche mit Verlangen
Ich geh und suche met Verlangen (BWV 49) is een religieuze cantate van Johann Sebastian Bach.

## Programma
Deze cantate is geschreven voor de 20e zondag na Trinitatis (is de zondag na Pinksteren) en weerklonk voor het eerst op 3 november 1726.
Bijbellezingen:
Brief van Paulus aan de Efeziërs 5:15–21

## Tekst
Dit werk bestaat uit zes delen.
1. Sinfonia
2. Aria (bas): Ich geh' und suche mit Verlangen
3. Recitativo (sopraan, bas): Mein Mahl ist zubereit't
4. Aria (sopraan): Ich bin herrlich, ich bin schön
5. Recitativo (sopraan, bas): Mein Glaube hat mich selbst so angezogen
6. Aria/Chorale (sopraan, bas): Dich hab' ich je und je geliebet

## Muzikale bezetting
Orgel, violoncello piccolo, oboe d'amore, viool I/II, altviool, basso continuo.